# یوجو

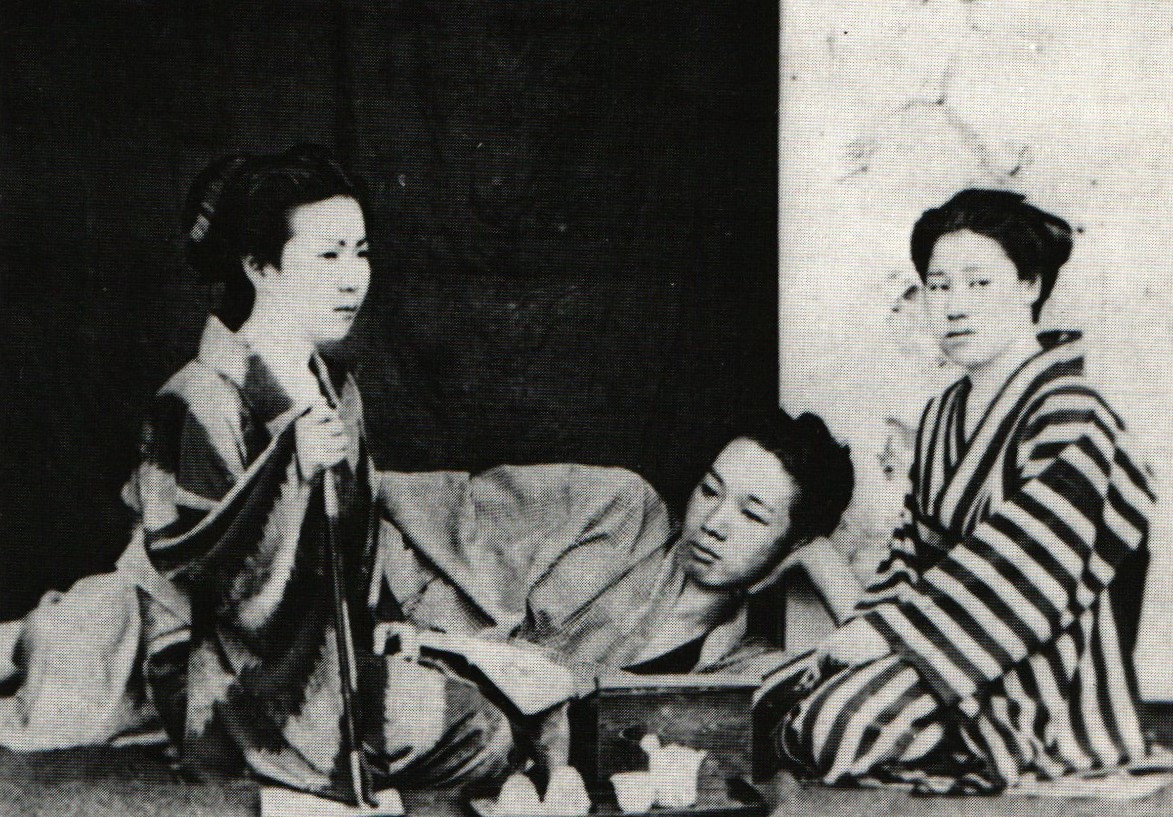
یوجوها در آناگی ریوکاکو در شهر کوفو، یاماناشی

یوجو (به ژاپنی: 遊女); در زبان ژاپنی به زنی گفته می‌شد که در یوکاکو (فاحشه‌خانه) یا شوکوبا (استراحت‌گاه‌های بین شهری)، به مردان سرویس جنسی می‌دادند. این واژه هم‌معنی واژه شوفو در زبان ژاپنی زمان معاصر است.